# Juan Luis Cipriani Thorne
Juan Luis Cipriani Thorne, född 28 december 1943 i Lima, Peru, är en peruansk romersk-katolsk ärkebiskop och kardinal. Han är son till Enrique Cipriani och Isabel Thorne. Cipriani Thorne är en av två kardinaler som tillhör Opus Dei (den andre är spanjoren Julián Herranz Casado).

## Den unge Cipriani
Cipriani utbildade sig ursprungligen till ingenjör. Han var därtill en framgångsrik basketspelare och kom med sitt peruanska lag på framskjutna placeringar i flera sydamerikanska turneringar. Nitton år gammal anslöt han sig till Opus Dei och inledde så småningom präststudier i Rom. Vid Navarra-universitet i Pamplona avlade han doktorsexamen i teologi. 
Cipriani prästvigdes i Madrid den 21 augusti 1977 och kom att verka som församlingspräst och själasörjare i Lima.

## Biskop Cipriani
Den 3 juli 1988 vigdes Cipriani till titulärbiskop av Turuzi och hjälpbiskop av Ayacucho. I maj 1995 utnämndes han till ärkebiskop av Ayacucho. Under det japanska ambassaddramat i Lima 1996-1997 sökte ärkebiskop Cipriani att förhandla fram en fredlig lösning på gisslansituationen.
Påve Johannes Paulus II utsåg vid konsistoriet den 21 februari 2001 Cipriani till kardinalpräst med San Camillo de Lellis som titelkyrka. Utnämningen väckte protester bland vänsterpolitiska grupper, eftersom Cipriani hade haft nära kontakt med Alberto Fujimoris högerregering. När Cipriani celebrerade sin första mässa som kardinal, skanderade några demonstranter ”Dios, líbranos de Cipriani” (’Gud, befria oss från Cipriani’).
Kardinal Cipriani deltog i konklaven 2005, vilken valde Benedictus XVI till ny påve och vid konklaven 2013, som valde Franciskus.
Kardinal Cipriani avgick i januari 2019 och prästen Carlos Castillo Mattasoglio utsågs till ersättare av påven Francisco.